# Pentatlo moderno nos Jogos Mundiais Militares de 2011
As competições de pentatlo moderno nos Jogos Mundiais Militares de 2011 estão sendo disputadas entre os dias 21 e 23 de julho. Os eventos estão sendo realizados no Centro Nacional de Pentatlo Moderno Coronel Eric Tinoco Marques.
Nos Jogos Militares deste ano, serão disputadas cinco medalha de ouro, três a mais do que nos Jogos Olímpicos. Em relação às Olimpíadas, será adicionada as provas por equipe para cada sexo e uma prova de equipes mistas.

## Calendário
| Julho            | 15 | 16 | 17 | 18 | 19 | 20 | 21 | 22 | 23 | 24 |
| ---------------- | -- | -- | -- | -- | -- | -- | -- | -- | -- | -- |
| Pentatlo militar |    |    |    |    |    |    | 2  | 2  | 1  |    |

|  | Dia de competição |  | Dia de final |

## Medalhistas
Masculino
| Evento              | Ouro                     | Prata                      | Bronze                     |
| Individual detalhes | Kim Jinhee Coreia do Sul | Auro Franceschini · Itália | Emanuel Zapata · Argentina |
| Equipes detalhes    | Coreia do Sul            | Brasil                     | Polónia                    |

Feminino
| Evento              | Ouro                      | Prata                 | Bronze                    |
| Individual detalhes | Iryna Khokhlova · Ucrânia | Yane Marques · Brasil | Elena Rublevska · Letônia |
| Equipes detalhes    | Brasil                    | Ucrânia               | China                     |

Misto
| Evento                  | Ouro    | Prata  | Bronze |
| Equipes mistas detalhes | Letônia | Brasil | China  |

## Quadro de Medalhas
| Ordem | País          | Medalha de ouro | Medalha de prata | Medalha de bronze | Total |
| ----- | ------------- | --------------- | ---------------- | ----------------- | ----- |
| 1     | Coreia do Sul | 2               |                  |                   | 2     |
| 2     | Brasil        | 1               | 3                |                   | 4     |
| 3     | Ucrânia       | 1               | 1                |                   | 2     |
| 4     | Letónia       | 1               |                  | 1                 | 1     |
| 5     | Itália        |                 | 1                |                   | 1     |
| 5     | China         |                 |                  | 2                 | 2     |
| 6     | Argentina     |                 |                  | 1                 | 1     |
|       | Polónia       |                 |                  | 1                 | 1     |

## Ligações Externas
- «Programação das disputas de pentatlo moderno nos Jogos Mundiais Militares de 2011»